# Уруссинская ГРЭС
Уруссинская ГРЭС — выведенная из эксплуатации тепловая электростанция в посёлке городского типа Уруссу, Республика Татарстан, Приволжский федеральный округ.

## Деятельность
Уруссинская ГРЭС была введена в эксплуатацию в 1944 году для обслуживания нужд начинавшейся нефтедобычи в Татарстане. Электростанция расположена на границе Татарстана с Башкортостаном и обслуживала нефтепромыслы Александровского, Серафимовского и Туймазинского месторождений на юго-востоке республики Татарстан и западе республики Башкортостан. В 2007 году станция была выделена из состава ОАО «Татэнерго». Собственник - «Закрытое акционерное общество „ТГК Уруссинская ГРЭС“» (по состоянию на 2017 год находится в стадии ликвидации). Станция выведена из эксплуатации 1 мая 2017 года в связи с высокой себестоимостью производства электроэнергии на устаревшем оборудовании, имущественный комплекс выставлен на продажу по частям в рамках конкурсного производства.
Установленная электрическая мощность станции на момент вывода из эксплуатации — 161 МВт, установленная тепловая мощность — 127 Гкал/час.